# 在日パレスチナ人
在日パレスチナ人（ざいにちパレスチナじん、アラビア語: فلسطينيون في اليابان）は、日本に一定期間在住するパレスチナ国籍の人々である。

## 統計
日本の法務省の在留外国人統計によると、2018年6月末時点で在日パレスチナ人は70人である。
在留資格別（4位まで）
| 順位 | 在留資格 | 人数 |
| ---- | -------- | ---- |
| 1    | 留学     | 28   |
| 2    | 特定活動 | 16   |
| 3    | 家族滞在 | 15   |
| 4    | 研修     | 13   |

都道府県別（3位まで）
| 順位 | 都道府県 | 人数 |
| ---- | -------- | ---- |
| 1    | 福岡     | 23   |
| 2    | 京都     | 13   |
| 3    | 東京     | 12   |

## 著名人
- ウラジミール・タマリ - 在日47年の画家、ムスリムではなく正教徒[2]
- バキル・アブドゥル・モネイム（アラビア語版、英語版） - PLO東京事務所代表
- ファトヒー・アブドゥル・ハミード - PLO東京事務所代表[3][4]
- ワリード・アリ・シアム - 駐日パレスチナ常駐総代表部代表